# Nikita Triamkine
Nikita Andreïevitch Triamkine - en russe : Никита Андреевич Трямкин et en anglais : Nikita Tryamkin - (né le 30 août 1994 à Iekaterinbourg en Russie) est un joueur professionnel russe de hockey sur glace. Il évolue au poste de défenseur.

## Biographie

### Carrière en club
Alors qu'il évolue avec les équipes de jeunes de l'Avtomobilist Iekaterinbourg, il est sélectionné par l'Avtomobilist lors du troisième tour en 61e position lors du repêchage d'entrée dans la KHL 2011 pour permettre au club de conserver ses droits sur le joueur. Il débute en junior avec l'Avto dans la MHL en 2011. Le 13 octobre 2012, il joue son premier match dans la KHL avec l'Avtomobilist face au SKA Saint-Pétersbourg. Il marque son premier but le 23 octobre 2012 face à l'Avangard Omsk. 
Il est choisi au troisième tour, en 66e position par les Canucks de Vancouver lors du repêchage d'entrée dans la LNH 2014. Il part en Amérique du Nord en 2016. Il joue son premier match dans la Ligue nationale de hockey le 16 mars 2016 avec les Canucks face à l'Avalanche du Colorado et inscrit une assistance.
Il passe toute la saison 2016-2017 avec les Canucks et à l'issue de cette saison, il retourne en Russie avec l'Avtomobilist après avoir annoncé qu'il était mécontent de son rôle et son temps de jeu avec l'équipe de Vancouver.

### Carrière internationale
Il représente la Russie au niveau international. Il prend part aux sélections jeunes.

## Statistiques

### En club
| Saison     | Équipe                      | Ligue      |    | Saison régulière | Saison régulière | Saison régulière | Saison régulière | Saison régulière |   | Séries éliminatoires | Séries éliminatoires | Séries éliminatoires | Séries éliminatoires | Séries éliminatoires |
| Saison     | Équipe                      | Ligue      | PJ | B                | A                | Pts              | Pun              | PJ               | B | A                    | Pts                  | Pun                  |                      |                      |
| 2011-2012  | Avto                        | MHL        | 60 | 3                | 9                | 12               | 82               | -                | - | -                    | -                    | -                    |                      |                      |
| 2012-2013  | Avto                        | MHL        | 28 | 8                | 10               | 18               | 58               | 8                | 1 | 2                    | 3                    | 40                   |                      |                      |
| 2012-2013  | Avtomobilist Iekaterinbourg | KHL        | 32 | 3                | 1                | 4                | 12               | -                | - | -                    | -                    | -                    |                      |                      |
| 2013-2014  | Avto                        | MHL        | 2  | 2                | 1                | 3                | 4                | 1                | 0 | 0                    | 0                    | 0                    |                      |                      |
| 2013-2014  | Avtomobilist Iekaterinbourg | KHL        | 45 | 1                | 6                | 7                | 38               | 4                | 0 | 0                    | 0                    | 2                    |                      |                      |
| 2014-2015  | Avtomobilist Iekaterinbourg | KHL        | 58 | 1                | 5                | 6                | 37               | 5                | 0 | 0                    | 0                    | 12                   |                      |                      |
| 2015-2016  | Avtomobilist Iekaterinbourg | KHL        | 53 | 4                | 7                | 11               | 71               | 6                | 0 | 1                    | 1                    | 4                    |                      |                      |
| 2015-2016  | Canucks de Vancouver        | LNH        | 13 | 1                | 1                | 2                | 10               | -                | - | -                    | -                    | -                    |                      |                      |
| 2016-2017  | Canucks de Vancouver        | LNH        | 66 | 2                | 7                | 9                | 64               | -                | - | -                    | -                    | -                    |                      |                      |
| 2017-2018  | Avtomobilist Iekaterinbourg | KHL        | 51 | 9                | 16               | 25               | 109              | 6                | 0 | 0                    | 0                    | 4                    |                      |                      |
| 2018-2019  | Avtomobilist Iekaterinbourg | KHL        | 41 | 3                | 8                | 11               | 31               | 9                | 0 | 2                    | 2                    | 4                    |                      |                      |
| 2019-2020  | Avtomobilist Iekaterinbourg | KHL        | 58 | 2                | 9                | 11               | 61               | 5                | 0 | 2                    | 2                    | 2                    |                      |                      |
| 2020-2021  | Avtomobilist Iekaterinbourg | KHL        | 60 | 3                | 12               | 15               | 53               | 5                | 1 | 1                    | 2                    | 0                    |                      |                      |
| 2021-2022  | Avtomobilist Iekaterinbourg | KHL        | 45 | 2                | 7                | 9                | 26               | -                | - | -                    | -                    | -                    |                      |                      |
| 2022-2023  | Avtomobilist Iekaterinbourg | KHL        | 64 | 2                | 9                | 11               | 50               | 7                | 0 | 0                    | 0                    | 0                    |                      |                      |
| 2023-2024  | Avtomobilist Iekaterinbourg | KHL        | 67 | 1                | 13               | 14               | 42               | 17               | 1 | 3                    | 4                    | 16                   |                      |                      |
| Totaux LNH | Totaux LNH                  | Totaux LNH | 79 | 3                | 8                | 11               | 74               | -                | - | -                    | -                    | -                    |                      |                      |

### En équipe nationale
| Année | Équipe     | Compétition                 |   | PJ | B | A | Pts | Pun | +/-                |  | Résultat |
| 2014  | Russie U20 | Championnat du monde junior | 7 | 1  | 2 | 3 | 2   | +5  | Médaille de bronze |  |          |
| 2018  | Russie     | Championnat du monde        | 6 | 0  | 1 | 1 | 4   | +4  | 6e place           |  |          |